# Дороти Килгалън
Дороти Килгалън (на английски: Dorothy Mae Kilgallen) е американскa журналистка и участничка в панела на телевизионни игри.
Дъщеря е на американския журналист Джеймс Килгалън. Започва кариерата си в началото като репортер на New York Evening Journal. През 1936 г. започва да пише вестникарска колона, наречена „Гласът на Бродуей“, която в крайна сметка е синдикирана в повече от 146 вестника.
Тя е панелист в телевизионната игра What's My Line? от 1950 до 1965 г.
Колоната на Килгалън се занимава предимно с новини от шоубизнеса, но понякога се впуска в други теми като политика и организирана престъпност. Тя пише на първа страница за събития като например съдебното дело срещу Сам Шепард и по-късно убийството на Джон Кенеди, като твърди, че е интервюирала убиеца на Лий Харви Осуалд, Джак Руби.
Дороти Килгалън умира на 52 години на 8 ноември 1965 г. Смъртта на Килгалън настъпва при неизяснени обстоятелства. Официалната версия е смъртоносна доза от алкохол и барбитурати. Тъй като официалната причина за нейната смърт е отбелязана като „неизяснена“ и тя открито критикува американските правителствени агенции още през 1959 г., някои вярват, че е била убита заради нейното разследване на убийството на президента Кенеди.
Тя има звезда на Алеята на славата в Холивуд.